# پسر طبیعت
«پسر طبیعت» (به انگلیسی: Nature Boy) ترانه‌ای است که در ابتدا توسط خواننده سبک جاز اهل ایالات متحده آمریکا نت کینگ کول ضبط شده‌است. این اثر در ۲۹ مارس ۱۹۴۸ به‌عنوان یک تک‌آهنگ از طریق کپیتال رکوردز منتشر شد.